# وارویک تورونتون
وارویک تورونتون (انگلیسی: Warwick Thornton) کارگردان فیلم اهل استرالیا است.